# Градец (езеро)
Вижте пояснителната страница за други значения на Градец.
Градец (на македонска литературна норма: Гратче) е язовир на Кочанската река в Северна Македония. Дължината му достига до 2,1 km, широчината му е 350 m, а площта на водното огледало е 0,9 km2. Водният обем е 2,4 млн. m3. Язовирът приема водите на Кочанската река.
Водата от язовира се използва за напояване на оризовите насаждения в Кочанската котловина, за водоснабдяване на Кочани, както и за фабриката за целулоза. Язовирът е изграден през 1959 г. на 6 km от Кочани.